# Sweetwater (Oklahoma)
Sweetwater – miasto w Stanach Zjednoczonych, w stanie Oklahoma, w hrabstwie Beckham.